# 朱斯煌

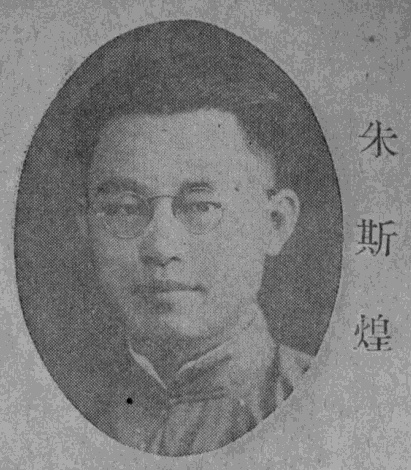

朱斯煌（1907年—1985年），中国金融学家、信托学者，为中国信托研究的开拓者。字芑征，浙江余姚人；父亲朱元树，为晚清末科进士，授翰林院编修。

## 生平
1928年毕业于复旦大学。1930年获美国哥伦比亚大学经济学硕士学位。1931年9月任复旦大学银行学系教授、系主任。1934年1月任上海银行学会秘书长。

## 著作
- 《信托总论》
- 《银行经营论》
- 《我国信托事业之现在与将来》

主编：
- 《民国经济史》（为经济史名著）